# Tuonela
Tuonela é o mundo dos mortos na mitologia finlandesa, similar ao Hades da mitologia grega. Tuonela, Tuoni, Manala e Mana são termos geralmente usados como sinônimos de Tuonela. Na mitologia da Estônia esse lugar é chamado de Toonela ou Manala.
Tuonela é mais conhecido por sua aparição no épico nacional finlandês Kalevala. No 16.º poema da Kalevala, Väinämöinen, um herói xamã, viaja por Tuonela para conhecer o reino dos mortos. 
Na sua jornada ele encontra uma balseira (similar a balsa de Caronte da mitologia grega de Hades), que é uma menina, Tuonen tytti ou Tuonen piika (serva da morte) que o leva pelo rio Tuoni.
Na pequena ilha de Tuoni, contudo, o herói não cede aos encantos do que estava procurando e escapa do lugar e após seu retorno ele blasfema quem tenta entrar vivo nesse reino.
A palavra Tuonela é usada como tradução do ᾍδης (Hades) Grego nas bíblias finlandesas e no cristianismo esse domínio é interpretado como sendo o lugar que os mortos ficam a espera do juízo final.